# Dichorragia machates
Dichorragia machates är en fjärilsart som beskrevs av Hans Fruhstorfer 1903. Dichorragia machates ingår i släktet Dichorragia och familjen praktfjärilar. Inga underarter finns listade i Catalogue of Life.